# マシュー・コンガー
マシュー・コンガー（英: Matthew Conger、1978年10月11日 - ）は、ニュージーランドのサッカー審判員。アメリカ・テキサス州で生まれたコンガーは、オーストラリアのAリーグ・メンとニュージーランド・フットボールチャンピオンシップで審判員を務めている。彼はパーマストンノースの学校教師でもある。

## 審判のキャリア
コンガーは、10代からアメリカで審判としての活動を始め、20代前半にニュージーランドに移住後も活動を継続。
ニュージーランドで開催された2015 FIFA U-20ワールドカップ、韓国で開催された2017 FIFA U-20ワールドカップ、およびリオデジャネイロオリンピックで審判を務めた。また、彼は2018 FIFAワールドカップの審判リストに名を連ね、1試合を担当した。彼はまた、数多くのAリーグおよびニュージーランドチャンピオンシップの試合を担当するほか、OFCチャンピオンズリーグの試合も担当している。
2016年、コンガーは審判としての活動に集中するためにフルタイムの教員を辞めたが、2017年には、パーマストンノースのカーンコットスクールでパートタイムの教員として従事していた。 
2017年にニュージーランドのレフェリーオブザイヤーに選ばれた。

## FIFAワールドカップ
| 2018 FIFAワールドカップ–ロシア | 2018 FIFAワールドカップ–ロシア | 2018 FIFAワールドカップ–ロシア | 2018 FIFAワールドカップ–ロシア |
| 日程                           | 試合                           | 会場                           | ラウンド                       |
| ------------------------------ | ------------------------------ | ------------------------------ | ------------------------------ |
| 2018年6月22日                  | ナイジェリア– アイスランド     | ヴォルゴグラード               | グループステージ               |

| 2022 FIFAワールドカップ–カタール | 2022 FIFAワールドカップ–カタール | 2022 FIFAワールドカップ–カタール | 2022 FIFAワールドカップ–カタール |
| 日程                             | 試合                             | 会場                             | ラウンド                         |
| -------------------------------- | -------------------------------- | -------------------------------- | -------------------------------- |
| 2022年11月30日                   | チュニジア– フランス             | ライヤーン                       | グループステージ                 |